# لولا لونلي
لولا فياتشيسلافوفنا لونلي
ولدت8 يوليو 1973 هي رسامة روسية تعمل بأسلوب الكونية الروسية . هي عضو في نقابة الفنانين في روسيا  وفي الاتحاد الدولي للفنانين. أعمالها موجودة في مجموعات دائمة في مركز روريش الدولي موسكو ، و متحف في فيريشاجين ميكولايف للفنون ، و متحف سيمفيروبول للفنون ، ومتحف جورلوفكا الفني. في عام 2013، أُدرجت لوحاتها في كتالوج علماء الكون الروس في القرن العشرين و القرن الحادي والعشرين الذي نشره المركز الدولي لرويريتش. تُعرض لوحات لونلي على نطاق واسع في جميع أنحاء روسيا وأوكرانيا ؛ أقامت أكثر من خمسين معرضاً فردياً وشاركت في أكثر من مائة معرض جماعي. و ابتكرت طريقتها الخاصة في التعليم الفني وأنشأت مدرسة كنز العالم للفنون.

## روابط خارجية
- الموقع الرسمي لولا لونلي